# Eleonora di Solms-Hohensolms-Lich
La principessa Eleonora di Solms-Hohensolms-Lich (Lich, 17 settembre 1871 – Ostenda, 16 novembre 1937) fu la seconda moglie d i Ernesto Luigi, ultimo granduca d'Assia e del Reno e la madre dei suoi due figli maschi.

## Biografia

### Famiglia
Era la quartogenita e seconda figlia femmina di Ermanno Adolfo, V Principe zu Solms-Hohensolms-Lich, e di sua moglie, la Contessa Agnese di Stolberg-Wernigerode.

### Matrimonio e figli
Eleonora sposò Ernesto Luigi, Granduca d'Assia a Darmstadt il 2 febbraio 1905. La sua prima moglie era stata la Principessa Vittoria Melita di Sassonia-Coburgo e Gotha. I due si erano estraniati e divorziarono il 21 dicembre 1901, sulla base di "invincibile antipatia reciproca" con un verdetto speciale della Suprema Corte d'Assia.
Eleonora e Ernesto Luigi ebbero due figli maschi:
- Giorgio Donato, Granduca Ereditario d'Assia e del Reno (1906–1937), sposò la Principessa Cecilia di Grecia (sorella del Filippo di Edimburgo), ed ebbe figli.
- Principe Luigi d'Assia e del Reno (1908–1968). Sposò Margaret Geddes, figlia di Lord Geddes (Barone Geddes), senza figli. Adottò Maurizio, Langravio d'Assia come erede.

### Morte
Eleonora morì in un incidente aereo sulla rotta che conduceva al luogo del matrimonio di suo figlio Luigi a Londra. Nell'incidente rimasero uccisi anche suo figlio maggiore Giorgio Donato, Granduca Ereditario d'Assia, sua moglie la Principessa Cecilia di Grecia e Danimarca, ed i loro due figli maschi, Luigi e Alessandro.

## Ascendenza
|                                         |                                    |                                                  | Genitori                                                       |  |  | Nonni |  |  | Bisnonni                      |  |  | Trisnonni                     |  |
|                                         |                                    |                                                  |                                                                |  |  |       |  |  | Karl zu Solms-Hohensolms-Lich |  |  | Karl zu Solms-Hohensolms-Lich |  |
|                                         |                                    |                                                  |                                                                |  |  |       |  |  | Karl zu Solms-Hohensolms-Lich |  |  | Karl zu Solms-Hohensolms-Lich |  |
|                                         |                                    | Sophie Charlotte zu Dohna-Schlobitten            |                                                                |  |  |       |  |  | Karl zu Solms-Hohensolms-Lich |  |  |                               |  |
| Ferdinand zu Solms-Hohensolms-Lich      |                                    |                                                  |                                                                |  |  |       |  |  | Karl zu Solms-Hohensolms-Lich |  |  |                               |  |
|                                         |                                    | Henriette Sophie zu Bentheim und Steinfurt       | Ludwig zu Bentheim und Steinfurt                               |  |  |       |  |  |                               |  |  |                               |  |
|                                         |                                    | Henriette Sophie zu Bentheim und Steinfurt       | Ludwig zu Bentheim und Steinfurt                               |  |  |       |  |  |                               |  |  |                               |  |
|                                         |                                    | Henriette Sophie zu Bentheim und Steinfurt       | Juliana Wilhelmine zu Schleswig-Holstein-Sonderburg-Glücksburg |  |  |       |  |  |                               |  |  |                               |  |
| Hermann zu Solms-Hohensolms-Lich        |                                    | Henriette Sophie zu Bentheim und Steinfurt       |                                                                |  |  |       |  |  |                               |  |  |                               |  |
|                                         |                                    | Anton Octavian II von Collalto und San Salvatore | Eduard III von Collalto und San Salvatore                      |  |  |       |  |  |                               |  |  |                               |  |
|                                         |                                    | Anton Octavian II von Collalto und San Salvatore | Eduard III von Collalto und San Salvatore                      |  |  |       |  |  |                               |  |  |                               |  |
|                                         |                                    | Anton Octavian II von Collalto und San Salvatore | Cecilia Maria Gradenigo                                        |  |  |       |  |  |                               |  |  |                               |  |
| Karoline von Collalto und San Salvatore |                                    | Anton Octavian II von Collalto und San Salvatore |                                                                |  |  |       |  |  |                               |  |  |                               |  |
|                                         |                                    | Carolina Apponyi de Nagy-Appony                  | Antal Apponyi de Nagy-Appony                                   |  |  |       |  |  |                               |  |  |                               |  |
|                                         |                                    | Carolina Apponyi de Nagy-Appony                  | Antal Apponyi de Nagy-Appony                                   |  |  |       |  |  |                               |  |  |                               |  |
|                                         |                                    | Carolina Apponyi de Nagy-Appony                  | Maria Karolina Anna zu Lodron-Laterano und Castelromano        |  |  |       |  |  |                               |  |  |                               |  |
| Eleonore zu Solms-Hohensolms-Lich       |                                    | Carolina Apponyi de Nagy-Appony                  |                                                                |  |  |       |  |  |                               |  |  |                               |  |
|                                         | Constantin zu Stolberg-Wernigerode | Christian Friedrich zu Stolberg-Wernigerode      |                                                                |  |  |       |  |  |                               |  |  |                               |  |
|                                         | Constantin zu Stolberg-Wernigerode | Christian Friedrich zu Stolberg-Wernigerode      |                                                                |  |  |       |  |  |                               |  |  |                               |  |
|                                         | Constantin zu Stolberg-Wernigerode | Auguste Eleonore zu Stolberg-Stolberg            |                                                                |  |  |       |  |  |                               |  |  |                               |  |
| Wilhelm zu Stolberg-Wernigerode         | Constantin zu Stolberg-Wernigerode |                                                  |                                                                |  |  |       |  |  |                               |  |  |                               |  |
|                                         |                                    | Ernestine von der Recke                          | Eberhard von der Recke                                         |  |  |       |  |  |                               |  |  |                               |  |
|                                         |                                    | Ernestine von der Recke                          | Eberhard von der Recke                                         |  |  |       |  |  |                               |  |  |                               |  |
|                                         |                                    | Ernestine von der Recke                          | Elise Dorothea Luise von Vincke                                |  |  |       |  |  |                               |  |  |                               |  |
| Agnes zu Stolberg-Wernigerode           |                                    | Ernestine von der Recke                          |                                                                |  |  |       |  |  |                               |  |  |                               |  |
|                                         |                                    | August zu Stolberg-Rossla                        | Johann Martin von Stolberg                                     |  |  |       |  |  |                               |  |  |                               |  |
|                                         |                                    | August zu Stolberg-Rossla                        | Johann Martin von Stolberg                                     |  |  |       |  |  |                               |  |  |                               |  |
|                                         |                                    | August zu Stolberg-Rossla                        | Sophie Charlotte von Kirchberg                                 |  |  |       |  |  |                               |  |  |                               |  |
| Elisabeth zu Stolberg-Rossla            |                                    | August zu Stolberg-Rossla                        |                                                                |  |  |       |  |  |                               |  |  |                               |  |
|                                         |                                    | Karoline zu Erbach-Schönberg                     | Karl Eugen zu Erbach-Schönberg                                 |  |  |       |  |  |                               |  |  |                               |  |
|                                         |                                    | Karoline zu Erbach-Schönberg                     | Karl Eugen zu Erbach-Schönberg                                 |  |  |       |  |  |                               |  |  |                               |  |
|                                         |                                    | Karoline zu Erbach-Schönberg                     | Maria Nepomucena Johanna Zadubsky von Schonthal                |  |  |       |  |  |                               |  |  |                               |  |
|                                         |                                    | Karoline zu Erbach-Schönberg                     |                                                                |  |  |       |  |  |                               |  |  |                               |  |